# Kapuka John Thom

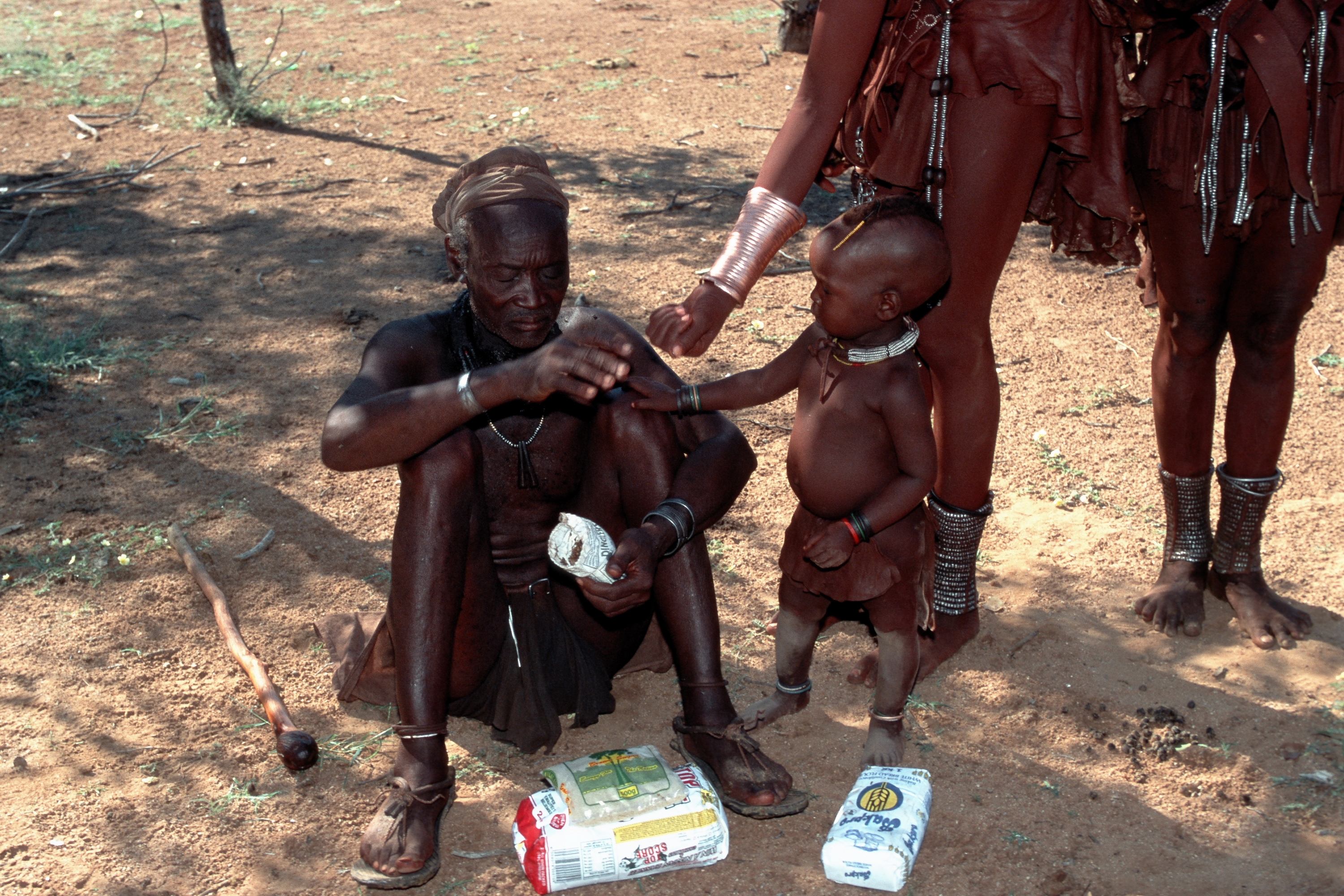
Kapuka John Thom mit einem Enkelkind (2000)

Kapuka John Thom (* 10. Januar 1918 in Otjijandjasemo, Südwestafrika; † 31. Oktober 2009 in Opuwo) war von 1996 bis zu seinem Tod traditioneller Führer der Vita, eines Clans der Himba-Herero im heutigen Namibia. Er trug den traditionellen Titel Ombara.
Thom bestieg am 29. August 1996 den Thron.
Er wurde am 17. November 2009 neben seinem Vater Oorlog Harunga Thom beigesetzt. Zuvor gab es am 9. November eine Feier mit 2000 Gästen, darunter zahlreichen traditionellen Führern. Thom hinterließ 3 Frauen, 14 Kinder und 123 Enkelkinder.